# Pasarbaru
Pasarbaru is een bestuurslaag in het regentschap Tangerang van de provincie Banten, Indonesië. Pasarbaru telt 4692 inwoners (volkstelling 2010).